# گمبری
گمبری (پشتو: ګمبېرۍ) یک منطقه مسکونی در حومه جلال‌آباد در ولایت ننگرهار کشور افغانستان است.